# Miquel Àngel Pradilla Cardona
Miquel Àngel Pradilla Cardona (Rossell, el Baix Maestrat, 1960) és catedràtic de Sociolingüística Catalana de la Universitat Rovira i Virgili. Des del 2005 és membre numerari de la Secció Filològica de l'Institut d'Estudis Catalans i membre del Consell Social de la Llengua Catalana de la Generalitat de Catalunya. Des de 2009 és director de la Xarxa Cruscat de l'Institut d'Estudis Catalans, organisme des del qual ha coordinat els informes anuals sobre l'estat de la llengua catalana (2009-2015). Entre 2019 i 2022 va presidir la Societat Catalana Sociolingüística.

## Obra
- El Baix Maestrat: una cruïlla fonètica (1996)
- El laberint valencià. Apunts per a una sociolingüística del conflicte (2004)
- Sociolingüística de la variació i llengua catalana (2008)
- La tribu valenciana. Reflexions per a una sociolingüística del conflicte (2008)
- De política i planificació lingüística. Mirades contemporànies a l'ecosistema comunicatiu català (2011)
- La catalanofonia. Una comunitat del segle XXI a la recerca de la normalitat lingüística (2015)
- Normativitat, (re)estandardització i glotopolítica (2024)